# 비룡맹장
《비룡맹장》(중국어: 飛龍猛將: 영어: Dragons Forever)은 성룡이 주연한 홍콩 액션 영화로 1987년 12월 제작되었다. 
- 개봉일 1988년 2월 11일 개봉되었다.
- 이 영화는 청룽(성룡), 원표, 홍금보로 구성된 골든 트리오의 6개 작품 중 마지막 작품이다.
- 성룡과 홍금보 간의 불화로 인해 이후 가끔 제작진으로 참여하기는 하나, 함께 영화에 출연하는 경우는 드물다.

## 출연
- 성룡(成龍, Jackie Chan) : 성요한 역
- 홍금보(洪金寶, Sammo Hung) : 왕비홍 역
- 원표(元彪, Yuen Biao) : 동덕표 역
- 엽덕한(葉德閑, Deannie Yip) : 엽홍 역
- 양보령(楊寶玲, Pauline Yeung): 온미령 역
- 곽금은(郭錦恩, Crystal Kwok)
- 원화(元華, Yuen Wah) : 화 회장 역

## 한국판 성우진(KBS) (1996년10월 5일)
- 김일 - 성요한(성룡)
- 문관일 - 황비홍(홍금보)
- 김승준 - 원표(원표)
- 성병숙 - 온미령(양보령)
- 최문자 - 염홍(엽덕한)
- 안종국 - 판사(교굉) / 보스(전준)
- 조동희 - 변호사(호풍)
- 윤기황 - 화 회장(원화)
- 장승길 - 화 회장의 부하(주비리) / 성요한의 상사(심위) / 무기 구매자(강룡)
- 서문석 - 보스의 부하(고비)
- 이재용 - 회장의 부하(베니 우르퀴데즈) / 무기 구매자(진경)
- 김순영 - 성요한의 비서(곽금은)
- 이선 - 피해 여성(왕옥환)

## 제작진
- 출품인 : 추문회(鄒文懷, Raymond Chow)
- 제작 : 하관창(何冠昌, Leonard Ho)
- 기획 : 성룡(成龍, Jackie Chan)/원규(元奎, Corey Yuen)
- 감독 : 홍금보(洪金寶, Sammo Hung)
- 각본 : 진가상(陳嘉上, Gordon Chan)/사도탁한(司徒卓漢, Chuek-Hon Szeto)/양요명(梁耀明, Yiu Ming Leung)
- 음악 : 황점(黄霑, James Wong)
- 무술지도 : 성가반(成家斑, JC Stuntmen Team)/홍가반(洪家斑)

## 흥행 기록
- 《비룡맹장》은 홍콩 개봉 기간 동안 33,578,920 홍콩 달러를 벌어들였다.
- 그리 나쁘지 않은 기록이었지만, 홍콩 액션 영화의 3명의 스타가 출연하고 정월에 개봉한 것 치고는 비교적 좋지 않았다.
- 아시아의 다른 국가에서의 흥행 기록도 예상했던 것보다 좋지 않았다.